# Volkswagen Taos
El Volkswagen Taos (llamado Volkswagen Tharu en China) es un SUV del segmento C del fabricante alemán Volkswagen. Se construye sobre la plataforma de bloque de construcción transversal modular (MQB) (en alemán: Modularer Querbaukasten) y originalmente estuvo únicamente disponible en el mercado de la República Popular China. El vehículo se posiciona por encima del T-Cross y por debajo del Tiguan Allspace; comparte posición, pero no mercado, con el Volkswagen T-Roc o el Tiguan de batalla corta.
En Argentina, la producción del Volkswagen Taos se lleva a cabo en la planta de Volkswagen de General Pacheco, muy cerca de la planta de Ford. En la planta de Volkswagen de Puebla, México, la producción de este SUV del segmento C reemplazó a la línea de producción del saliente Volkswagen Golf VII en cuya fábrica también se montan el Volkswagen Jetta VII y el Tiguan III.

## Historia
Como modelo de producción en serie el vehículo se presentó en el VW Powerful Family SUV en simultáneo con la presentación del Volkswagen Touareg en marzo de 2018. Desde finales de octubre de 2018 el vehículo de producción está disponible en China. El Tharu es construido por Shanghai Volkswagen. El Volkswagen Tayron que también llegó en octubre de 2018 es fabricado por otra operación conjunta de Volkswagen con FAW-Volkswagen. El Tharu debería ser el primer modelo de Volkswagen que se exporta desde China.
Además comenzó a fabricarse a finales de 2020 en Argentina, México y Rusia bajo en nombre Taos para los mercados locales, con cambios mínimos para tomar provecho de las economías de escala. En Europa no se ofrecerá este vehículo, porque allí se ofrece el Tiguan de batalla corta, así como el T-Roc.
Finalmente en febrero de 2021 comenzó a fabricarse para abastecer el mercado de Estados Unidos desde la fábrica en México, mercado para el cual llevará un motor 1.5 litros turbo de nueva generación, fabricado en la planta de motores Volkswagen en Silao, Guanajuato.

## Contexto del nombre
El nombre Taos se refiere al pueblo de Taos de Nuevo México. En tanto, el nombre Tharu refiere a los Tharu, un grupo nómada del norte de Nepal. Ya desde 2002 el Volkswagen Touareg había adoptado el nombre de un grupo nómada del Sahara, los Tuareg.
Por otra parte, el modelo se conoció en su fase de desarrollo como el Tarek, aunque no en su fase comercial. Tarek (también transliterado como Tariq, Tareq, Tarec, Tarik, o Tarık, en árabe, طارق, Ṭāriq) es un nombre masculino árabe. Se hizo famoso con Táriq ibn Ziyad, el estratega militar que conquistó la península ibérica en la Edad Media.

## Tecnología
El Taos se basa en la plataforma MQB como el SEAT Ateca que se construye desde 2016 y el Škoda Karoq presentado en 2017. Su carrocería comparte rasgos de diseño del SEAT Ateca y al Volkswagen Atlas.
Volkswagen cooperó para la producción del vehículo con el fabricante de auriculares Beats Electronics, por lo que lleva de serie un sistema de audio Beats. Además en el pilar-B se puede observar el logo del fabricante de auriculares.
El modelo base del Taos tiene un eje de torsión, las versiones más altas tienen una suspensión multibrazo.
Las versiones fabricadas en México y Argentina tendrán exclusivamente el motor 1.4 TSI de 150cv y 250nm de torque, con convertidor de par de seis u ocho relaciones, este último exclusivamente para Estados Unidos y Canadá.
La gama del Volkswagen Taos en México se compone de tres versiones: Trendline, Comfortline y Highline. Interesantemente, desde la más primera se incluyen varias asistencias a la conducción, como alerta de colisión frontal con freno autónomo de emergencia, monitor de punto ciego, alerta de tráfico cruzado y control de velocidad crucero adaptativo, así como panel de instrumentos digital, seis bolsas de aire, cargador inalámbrico para celular, cámara de reversa, entre otros.

## Galería
|                                   |
| Tharu de SAIC-Volkswagen en China |

|                                |
| Vista trasera del modelo chino |

|                                                                                     |
| Volkswagen Taos (2021), uno de los primeros en incorporar el nuevo logo de la marca |